# 'A banna!
'A banna! è il primo album della Banda di Avola e contiene 12 brani che appartengono al repertorio bandistico dei primi anni del ‘900.
Nel 2004 il regista Davide Ferrario inserisce alcuni brani del cd come colonna sonora del film Dopo mezzanotte.

## Tracce
1. The King
2. Scottish
3. Tarantella n° 8
4. Nun ti lassu
5. Sicilia bedda
6. Armida
7. Ponte S. Pietro
8. Squinzano
9. La ritirata
10. Ridolino in marcia
11. Galop
12. Sfilata